# Sport Club Kriens 2009-2010
Questa voce raccoglie le informazioni riguardanti il Sport Club Kriens nelle competizioni ufficiali della stagione 2009-2010.

## Stagione
Nella stagione 2009-2010 il Kriens, allenato da Maurizio Jacobacci, concluse il campionato di Challenge League al 5º posto. In Coppa Svizzera il Kriens fu eliminato in semifinale dal Basilea.

## Rosa
| N. |                                 | Ruolo | Calciatore           |
| -- | ------------------------------- | ----- | -------------------- |
| 1  | Svizzera (bandiera)             | P     | Dragan Đukic         |
| 3  | Svizzera (bandiera)             | D     | Daniel Fanger        |
| 4  | Svizzera (bandiera)             | D     | Hervé Bochud         |
| 4  | Brasile (bandiera)              | D     | Thiago Ribeiro       |
| 6  | Svizzera (bandiera)             | D     | Erwin Barmettler     |
| 6  | Germania (bandiera)             | D     | Benedikt Deigendesch |
| 7  | Svizzera (bandiera)             | C     | Thierry Stadelmann   |
| 8  | Svizzera (bandiera)             | D     | Marco Mangold        |
| 9  | Brasile (bandiera)              | A     | Piu                  |
| 10 | Svizzera (bandiera)             | C     | Nico Thüring         |
| 11 | Svizzera (bandiera)             | D     | Sandro Foschini      |
| 13 | Bosnia ed Erzegovina (bandiera) | C     | Šerif Hasić          |
| 14 | Svizzera (bandiera)             | C     | Ante Pekas           |

| N. |                     | Ruolo | Calciatore        |
| -- | ------------------- | ----- | ----------------- |
| 15 | Svizzera (bandiera) | A     | Janko Pacar       |
| 16 | Svizzera (bandiera) | D     | Sascha Imholz     |
| 16 | Svizzera (bandiera) | A     | Manuel Bucheli    |
| 17 | Svizzera (bandiera) | A     | Goran Karanović   |
| 18 | Francia (bandiera)  | P     | Franck Grasseler  |
| 19 | Italia (bandiera)   | C     | Roberto Souto     |
| 20 | Svizzera (bandiera) | C     | Gëzim Shalaj      |
| 21 | Italia (bandiera)   | D     | Luca Ferricchio   |
| 22 | Italia (bandiera)   | C     | Michele Masiero   |
| 23 | Svizzera (bandiera) | C     | Raphaël Darbellay |
| 24 | Svizzera (bandiera) | A     | Igor Tadić        |
|    | Svizzera (bandiera) | D     | Patrik Baumann    |
|    | Svizzera (bandiera) | D     | Markus Meier      |

## Organigramma societario
Area tecnica
- Allenatore: Maurizio Jacobacci
- Allenatore in seconda:
- Preparatore dei portieri: Markus Hunkeler
- Preparatori atletici:

## Calciomercato

### Sessione estiva
| Acquisti | Acquisti         | Acquisti          | Acquisti |
| R.       | Nome             | da                | Modalità |
| -------- | ---------------- | ----------------- | -------- |
| A        | Janko Pacar      | Lucerna           |          |
| D        | Silvan Büchli    | Lucerna II        |          |
| D        | Sandro Foschini  | Gossau            |          |
| P        | Franck Grasseler | Concordia Basilea |          |
| A        | Goran Karanović  | Wohlen            |          |
| D        | Marco Mangold    | Zurigo II         |          |
| D        | Markus Meier     | Wohlen            |          |
| C        | Ante Pekas       | Grenchen          |          |
| C        | Nico Thüring     | Concordia Basilea |          |

| Cessioni | Cessioni       | Cessioni    | Cessioni |
| R.       | Nome           | a           | Modalità |
| -------- | -------------- | ----------- | -------- |
| C        | David Andreoli | Sursee      |          |
| C        | Magnum Paulino | Emmenbrücke |          |

### Sessione invernale
| Acquisti | Acquisti      | Acquisti      | Acquisti |
| R.       | Nome          | da            | Modalità |
| -------- | ------------- | ------------- | -------- |
| D        | Hervé Bochud  | Le Mont       |          |
| C        | Šerif Hasić   | Sloboda Tuzla |          |
| D        | Sascha Imholz | Lucerna       |          |
| C        | Gëzim Shalaj  | Düdingen      |          |

| Cessioni | Cessioni        | Cessioni   | Cessioni |
| R.       | Nome            | a          | Modalità |
| -------- | --------------- | ---------- | -------- |
| D        | Silvan Büchli   | Lucerna II |          |
| C        | Sergio Colacino | Muri       |          |

## Risultati

### Challenge League

#### andata
| Nyon 25 luglio 2009, ore 17:30 CEST 1ª giornata | Stade Nyonnais | 0 – 0 referto | Kriens | Centre sportif de Colovray (610 spett.)\| Arbitro: \| Bieri \| |
| Arbitro:                                        | Bieri          |               |        |                                                                |

| Arbitro: | Bertolini |

|                                       |           |  |
| Fanger 13’ Thüring 49’ Piu 61’ (rig.) | Marcatori |  |

| Arbitro: | Carrell |

|              |           |  |
| Emeghara 66’ | Marcatori |  |

| Arbitro: | Busacca |

|                          |           |                                   |
| Piu 16’ Ribeiro 63’, 73’ | Marcatori | 10’, 34’ Morganella 28’ Fernandez |

| Arbitro: | Winter |

|                |           |             |
| Stadelmann 85’ | Marcatori | 7’ Ibrahimi |

| Arbitro: | Devouge |

|                                            |           |                                      |
| Grossklaus 11’ Matić 40’ (rig.) Blumer 65’ | Marcatori | 16’ Darbellay 31’ Fanger 84’ Thüring |

| Arbitro: | Graf |

|                                 |           |  |
| Tadić 11’ Ribeiro 43’ Pacar 90’ | Marcatori |  |

| Arbitro: | Klossner |

|            |           |                |
| Koitka 75’ | Marcatori | 38’ (rig.) Piu |

| Arbitro: | Gremaud |

|                                        |           |                   |
| Scarione 22’, 62’ Faye 36’ (rig.), 73’ | Marcatori | 9’, 23’ Karanović |

| Arbitro: | Gut |

|                               |           |                                 |
| Piu 34’ Tadić 87’ Thüring 90’ | Marcatori | 11’ Hélin 62’ Carrupt 89’ Madou |

| Arbitro: | Grossen |

|          |           |                    |
| Tozé 41’ | Marcatori | 40’, 64’ Karanović |

| Arbitro: | Hänni |

|                              |           |                        |
| Thüring 6’ Piu 67’ Tadić 79’ | Marcatori | 1’ Roduner 69’ Cabanas |

| Arbitro: | Klossner |

|                          |           |           |
| Renfer 42’ Fejzulahi 80’ | Marcatori | 34’ Tadić |

| Arbitro: | Carrell |

|           |           |                |
| Souto 39’ | Marcatori | 51’ Sejmenović |

| Locarno 6 dicembre 2009, ore 14:30 CET 15ª giornata | Locarno | 0 – 0 referto | Kriens | Stadio del Lido (640 spett.)\| Arbitro: \| Gremaud \| |
| Arbitro:                                            | Gremaud |               |        |                                                       |

#### ritorno
| Arbitro: | Zimmermann |

|                    |           |  |
| Thüring 23’ (rig.) | Marcatori |  |

| Arbitro: | Devouge |

|                                  |           |             |
| Tarone 65’ (rig.) Marjanović 69’ | Marcatori | 25’ Thüring |

| Arbitro: | Gut |

|  |           |                              |
|  | Marcatori | 50’ Kukuruzović 79’ Scarione |

| Losanna 7 marzo 2010, ore 16:00 CET 19ª giornata | Losanna     | 0 – 0 referto | Kriens | Stade Olympique de la Pontaise (700 spett.)\| Arbitro: \| Wermelinger \| |
| Arbitro:                                         | Wermelinger |               |        |                                                                          |

| Arbitro: | Bieri |

|                                 |           |                         |
| Avanzini 89’ (rig.), 90’ (rig.) | Marcatori | 7’, 11’ Souto 79’ Tadić |

| Arbitro: | Gremaud |

|  |           |            |
|  | Marcatori | 74’ Blumer |

| Arbitro: | Hänni |

|                                                   |           |           |
| Dénervaud 7’ Mathys 37’ Sheholli 57’ Heiniger 79’ | Marcatori | 51’ Pacar |

| Arbitro: | Grossen |

|                                |           |  |
| Pacar 60’ Karanović 90’ (rig.) | Marcatori |  |

| Arbitro: | Kever |

|  |           |              |
|  | Marcatori | 72’ Emeghara |

| Arbitro: | Devouge |

|  |           |           |
|  | Marcatori | 21’ Pacar |

| Arbitro: | Jaccottet |

|           |           |            |
| Tadić 61’ | Marcatori | 7’ Martins |

| Arbitro: | Gut |

|  |           |            |
|  | Marcatori | 89’ Fanger |

| Arbitro: | Klossner |

|                                                 |           |                            |
| Deigendesch 15’, 53’ Thüring 17’ Tadić 39’, 40’ | Marcatori | 28’ Besseyre 65’, 86’ Roux |

| Arbitro: | Carrell |

|             |           |                           |
| Valente 79’ | Marcatori | 16’ Tadić 64’ Deigendesch |

| Arbitro: | Speranda |

|                                                                  |           |                       |
| Mangold 45’ Shalaj 62’ Stadelmann 69’ Tadić 82’, 84’ Baumann 86’ | Marcatori | 54’ Polli 88’ Bouamri |

### Coppa Svizzera
| 19 settembre 2009, ore 17:00 CEST Primo turno | Buochs | 1 – 6 | Kriens |  |

| 17 ottobre 2009, ore 17:30 CEST Secondo turno | Kriens | 5 – 4 | Bellinzona |  |

| 22 novembre 2009, ore 14:30 CET Ottavi di finale | Soletta | 2 – 4 | Kriens |  |

| 13 dicembre 2009, ore 14:00 CET Quarti di finale | Kriens | 2 – 1 | Thun |  |

| 5 aprile 2010, ore 13:30 CEST Semifinale | Kriens | 0 – 1 | Basilea |  |

## Statistiche

### Statistiche di squadra
| Competizione     | Punti | In casa | In casa | In casa | In casa | In casa | In casa | In trasferta | In trasferta | In trasferta | In trasferta | In trasferta | In trasferta | Totale | Totale | Totale | Totale | Totale | Totale | DR  |
| Competizione     | Punti | G       | V       | N       | P       | Gf      | Gs      | G            | V            | N            | P            | Gf           | Gs           | G      | V      | N      | P      | Gf     | Gs     | DR  |
| ---------------- | ----- | ------- | ------- | ------- | ------- | ------- | ------- | ------------ | ------------ | ------------ | ------------ | ------------ | ------------ | ------ | ------ | ------ | ------ | ------ | ------ | --- |
| Challenge League | 46    | 15      | 7       | 5       | 3       | 32      | 20      | 15           | 5            | 5            | 5            | 18           | 21           | 30     | 12     | 10     | 8      | 50     | 41     | +9  |
| Coppa Svizzera   | -     | 3       | 2       | 0       | 1       | 7       | 6       | 2            | 2            | 0            | 0            | 10           | 3            | 5      | 4      | 0      | 1      | 17     | 9      | +8  |
| Totale           | 46    | 18      | 9       | 5       | 4       | 39      | 26      | 17           | 7            | 5            | 5            | 28           | 24           | 35     | 16     | 10     | 9      | 67     | 50     | +17 |

### Andamento in campionato
| Giornata  | 1 | 2 | 3 | 4 | 5 | 6 | 7 | 8 | 9 | 10 | 11 | 12 | 13 | 14 | 15 | 16 | 17 | 18 | 19 | 20 | 21 | 22 | 23 | 24 | 25 | 26 | 27 | 28 | 29 | 30 |
| --------- | - | - | - | - | - | - | - | - | - | -- | -- | -- | -- | -- | -- | -- | -- | -- | -- | -- | -- | -- | -- | -- | -- | -- | -- | -- | -- | -- |
| Luogo     | T | C | T | C | C | T | C | T | T | C  | T  | C  | T  | C  | T  | C  | T  | C  | T  | T  | C  | T  | C  | C  | T  | C  | T  | C  | T  | C  |
| Risultato | N | V | P | N | N | N | V | N | P | N  | V  | V  | P  | N  | N  | V  | P  | P  | N  | V  | P  | P  | V  | P  | V  | N  | V  | V  | V  | V  |
| Posizione | 7 | 2 | 8 | 7 | 8 | 8 | 6 | 6 | 9 | 10 | 8  | 7  | 8  | 8  | 8  | 7  | 8  | 9  | 9  | 7  | 8  | 11 | 11 | 11 | 9  | 10 | 8  | 7  | 5  | 5  |

Legenda:

Luogo: C = Casa; T = Trasferta. Risultato: V = Vittoria; N = Pareggio; P = Sconfitta.

### Statistiche dei giocatori
| E. Barmettler  | 12 | 0  | 1 | 0 |
| P. Baumann     | 10 | 1  | 2 | 0 |
| H. Bochud      | 6  | 0  | 2 | 0 |
| M. Bucheli     | 4  | 0  | 0 | 0 |
| S. Büchli      | 1  | 0  | 0 | 0 |
| S. Colacino    | 2  | 0  | 1 | 0 |
| R. Darbellay   | 20 | 1  | 4 | 0 |
| B. Deigendesch | 12 | 3  | 2 | 0 |
| D. Fanger      | 28 | 3  | 2 | 0 |
| L. Ferricchio  | 25 | 0  | 4 | 0 |
| S. Foschini    | 25 | 0  | 2 | 0 |
| F. Grasseler   | 5  | 0  | 2 | 0 |
| Š. Hasić       | 2  | 0  | 0 | 0 |
| S. Imholz      | 10 | 0  | 3 | 1 |
| G. Karanović   | 22 | 5  | 2 | 0 |
| M. Mangold     | 21 | 1  | 7 | 0 |
| M. Masiero     | 5  | 0  | 0 | 0 |
| M. Meier       | 3  | 0  | 0 | 0 |
| J. Pacar       | 19 | 4  | 3 | 0 |
| A. Pekas       | 16 | 0  | 1 | 0 |
| P. Piu         | 21 | 5  | 1 | 0 |
| T. Ribeiro     | 14 | 3  | 3 | 0 |
| G. Shalaj      | 7  | 1  | 1 | 0 |
| R. Souto       | 18 | 3  | 1 | 0 |
| T. Stadelmann  | 24 | 2  | 2 | 0 |
| I. Tadić       | 29 | 11 | 3 | 1 |
| N. Thüring     | 26 | 7  | 1 | 0 |
| D. Đukic       | 27 | 0  | 2 | 1 |